# Expert (rivista)
Expert o Ekspert (in russo Журнал "Эксперт"?) è il principale settimanale economico-finanziario della Federazione Russa fondato nel 1995 a Mosca da un gruppo di editori e giornalisti distaccatisi dal gruppo Kommersant.